# 항공기국
항공기국(태국어: กรมท่าอากาศยาน)은 교통부 산하 태국 정부 부서이다. 전국의 28개 민간공항을 운영한다.  이 부서는 2015년 국제 민간 항공 기구 (ICAO)의 태국 항공 안전 등급의 하향 조정에 대한 구조 조정 응답의 일환으로 분리되었다.  이전에 이전 부서의 일부가 된 다른 기관은 태국 민간항공국이다.
2009년과 2016년 사이에 많은 수익을 냈고 승객 수는 25% 증가했다.  우돈타니는 일년에 1억 바트에 이르는 이익을 가진다.
태국 신공항 공사 (AOT)는 2019년 우돈타니 국제공항, 사콘나콘 공항, 딱 공항 및 춤폰 공항을 경영 할 예정이다. 따라서 항공기국은 통제권을 포기하고 관리 공항을 24개로 줄일 것이다.